# 買物生活ほんでなんぼ?
『買物生活ほんでなんぼ?』（かいものせいかつ  ほんでなんぼ）は、関西テレビ放送で2011年6月20日から2024年5月31日まで放送されていた通販番組。『買物探偵社 シナモン』の後継番組。放送時間は月曜日 - 金曜日の午前11:19 - 11:25。また人気の高い商品を紹介する「買い物生活ほんでなんぼ? ベストヒット」が毎週土曜日の午前4:52 - 5:10（いずれもJST）に放送されており、こちらは現在も継続中である。

## 概要
関西テレビ放送の関連会社・関西テレビハッズが厳選した食品や雑貨、装飾品などを番組独自のお値打ち価格で提供する。
司会は南かおり、商品紹介者と共に番組を進行する。値段発表の前に「ほんでなんぼ?」と聞くのが決まり文句となっている。週によっては「リクエストウィーク」と銘打って再放送をすることもある。
中井雅之は『昼ショップ 買物検討使』以来5年ぶりに関西テレビの通販番組に復帰したが、自身のラジオ番組（中井雅之のハッピーで行こう!）出演のため、2013年3月29日をもって降板した。
オープニング・エンディングには、寺内貫太郎一家のオープニング曲をアレンジしたものを使用している。

## 出演者

### メインMC
- 南かおり

### 商品紹介者
※多数出演しているため、出演回数の比較的多い出演者を記載する。
- KUMI（東権恭壬子）
- 花野桃
- 沢くみこ
- 藤井涼
- 児島浩次郎
- マーフィー山口

その他、商品によっては専門の紹介者が出演する事がある。

### モデル
- 美咲

### 過去の出演者
- 中井雅之（司会担当：2011年6月20日 - 2013年3月29日）

## スタッフ
- 制作協力：EXPRESS
- 制作：関西テレビハッズ